# (36701) 2000 RY17
2000 RY17 (asteroide 36701) é um asteroide da cintura principal. Possui uma excentricidade de 0.17104160 e uma inclinação de 5.69957º.
Este asteroide foi descoberto no dia 1 de setembro de 2000 por LINEAR em Socorro.